# 北王英一
北王 英一（きたおう えいいち、1900年7月7日 - 1993年12月18日）は、東山動物園の初代園長。太平洋戦争中に出された動物射殺命令を拒んでゾウを生かし、象列車を実現させたことで知られる。

## 略歴
1900年、京都の呉服商の家に生まれる。1923年に市立名古屋動物園に就職、1937年、同動物園が東山公園に移転した際に初代園長に就任した。周囲の反対を押し切って、日本初の無柵式の放飼場を設置した。また、開園当初はゾウが1頭しかいなかったために、木下サーカスのゾウ4頭を購入した。
1944年に入ると名古屋市も空襲を受け、治安維持を理由に大型獣に射殺命令が下るが、軍や警察を説得してマカニーとエルドの2頭のゾウと1頭のチンパンジーは生かしていた（ゾウは4頭いたが、キーコとアドンは寒さと栄養失調で戦中に死亡）。同様の理由で日本中のゾウが殺され、終戦後には日本にこの2頭のゾウしか生き残っていなかったため、とくに東京の子どもたちがゾウの寄贈を求めた。しかし北王は高齢の2頭の健康や絆の固さを理由にこれを拒む一方で、1949年には象列車を実現させた（象列車の経緯についてはその記事を参照のこと）。1963年秋に2頭のゾウが死ぬまで、毎晩必ずゾウに「ごくろうさん」と声をかけるなど、並々ならぬ愛情を注いでいた。
1951年には移動動物園や動物サーカス（ニコニコサーカス）を開始し、子どもたちに夢を与え続けるなどとくに名古屋市民の間では、上野動物園長の古賀忠道に匹敵するカリスマ性を誇った。1993年に93歳で死去。